# Tombokoirey I
Tombokoirey I (auch: Tombo Koarey I, Tombo Koiré I) ist eine Landgemeinde im Departement Dosso in Niger.

## Geographie
Tombokoirey I liegt in der Großlandschaft Sudan. Die Nachbargemeinden sind Falwel im Norden, Tombokoirey II im Osten, Karguibangou im Südosten, Goroubankassam im Südwesten und Mokko im Westen.
Bei den Siedlungen im Gemeindegebiet handelt es sich um 22 Dörfer, 38 Weiler und 26 Lager. Der Hauptort der Landgemeinde Tombokoirey I ist das Dorf Tombokoirey I. Der Hauptort der Nachbargemeinde Tombokoirey II hingegen ist das Dorf Sakadamna.
Durch das Gemeindegebiet verläuft in Nord-Süd-Richtung ein westlicher Ausläufer des periodisch wasserführenden Trockentals Dallol Foga. In Tombokoirey I besteht ein hohes Risiko von Überschwemmungen.

## Geschichte
Die Landgemeinde Tombokoirey I entstand 2002 im Zuge einer landesweiten Verwaltungsreform aus Teilen der Kantone Dosso und Falwel. Der staatliche Stromversorger NIGELEC elektrifizierte den Hauptort im Jahr 2018.

## Bevölkerung
Bei der Volkszählung 2012 hatte die Landgemeinde 29.024 Einwohner, die in 3191 Haushalten lebten. Bei der Volkszählung 2001 betrug die Einwohnerzahl 22.714 in 2721 Haushalten.
Im Hauptort lebten bei der Volkszählung 2012 3792 Einwohner in 468 Haushalten, bei der Volkszählung 2001 2806 in 337 Haushalten und bei der Volkszählung 1988 1985 in 260 Haushalten.
In ethnischer Hinsicht ist die Gemeinde ein Siedlungsgebiet von Zarma, Kurfeyawa, Goubawa und Fulbe.

## Politik
Der Gemeinderat (conseil municipal) hat 12 gewählte Mitglieder. Mit den Kommunalwahlen 2020 sind die Sitze im Gemeinderat wie folgt verteilt: 3 ANDP-Zaman Lahiya, 2 MODEN-FA Lumana Africa, 2 PNDS-Tarayya, 1 MCD-Jarumin Talakawa, 1 MPR-Jamhuriya, 1 PJP-Génération Doubara, 1 RANAA und 1 RNDP-Aneima Banizoumbou.
Traditionelle Ortsvorsteher (chefs traditionnels) stehen an der Spitze von 18 Dörfern in der Gemeinde.

## Wirtschaft und Infrastruktur
Die Gemeinde liegt in einer Zone, in der Regenfeldbau betrieben wird. Das staatliche Versorgungszentrum für landwirtschaftliche Betriebsmittel und Materialien (CAIMA) unterhält eine Verkaufsstelle im Hauptort.
Gesundheitszentren des Typs Centre de Santé Intégré (CSI) sind im Hauptort und in der Siedlung Wanga Kaïna vorhanden. Das Gesundheitszentrum im Hauptort verfügt über ein eigenes Labor und eine Entbindungsstation. Der CEG Tombokoirey ist eine allgemein bildende Schule der Sekundarstufe des Typs Collège d’Enseignement Général (CEG). Beim Centre de Formation aux Métiers de Tombokoirey (CFM Tombokoirey) handelt es sich um ein Berufsausbildungszentrum.
Die einfache Landstraße der Route 360 zwischen Mokko und Tourobon führt unter anderem durch den Hauptort. An dessen Ortsrand zweigt die Route 361 nach Wanga Kaïna von der Route 360 ab.